# Campoplex mellipes
Campoplex mellipes là một loài tò vò trong họ Ichneumonidae.